# Parc de Sainte-Brigitte
Le parc de Sainte-Brigitte (finnois : Pyhän Birgitan puisto) est un parc de 2,11 hectares du quartier de Länsisatama à Helsinki en Finlande.

## Présentation
Le parc porte le nom de Sainte-Brigitte qui vécut au XIVe siècle.
De la rue, le parc est bordé par des plantations de saules, d'argousiers et de pins nains. Des escaliers en granite mènent à la plage de sable d'Eira.
La route de la plage pavée continue vers l’est vers le parc du rocher d'Ursin et vers l’ouest, par la jetée bordant le mur vers Hernesaari.